# جيليان روبنشتاين
جيليان روبنشتاين (بالإنجليزية: Gillian Rubinstein)‏ (29 أغسطس 1942 في المملكة المتحدة)؛ كاتِبة مُتخصِّصة في أدب الأطفال، ناقدة سينمائية وروائية بريطانية. درست في جامعة أوكسفورد.

## روابط خارجية
- جيليان روبنشتاين على موقع IMDb (الإنجليزية)